# 市原王
市原王（いちはらのおおきみ、生年不詳〈一説では養老3年《719年》もしくは養老7年《723年》〉- 没年不詳）は、奈良時代の皇族。二品・志貴皇子または浄大参・川島皇子の曾孫で、従五位上・安貴王の子。官位は正五位下・造東大寺長官。

## 経歴
天平11年（739年）より写経司舎人を務め、天平15年（743年）無位から従五位下に叙せられる。聖武朝では、写一切経所長官を経て玄蕃頭及び備中守に任ぜられるが、天平18年（746年）以降東大寺盧舎那仏像の造営が本格化すると、金光明寺造仏長官・造東大寺司知事を歴任するなど、大仏造営の監督者を務めた。聖武朝末の天平感宝元年（749年）聖武天皇の東大寺行幸に際し従五位上に叙せられている。
天平勝宝2年（750年）孝謙天皇は大納言・藤原仲麻呂を派遣して造東大寺司の諸官人に叙位を行い、市原王は正五位下に昇叙される。しかしこの際、下僚であった佐伯今毛人が4階（従五位下→正五位上）、高市大国は2階（従五位下→正五位下）昇叙されたのに比べて、市原王の昇進は1階に留まっている。さらに天平勝宝4年（752年）に行われた東大寺大仏開眼供養会の出席者に市原王の名が見えない。
時期は不明であるが、この頃に白壁王（後の光仁天皇）の娘である能登女王を妻に迎えている。木本好信は天平宝字元年（757年）以前と推測して、この婚姻の背景として、白壁王と市原王の父である安貴王が同世代の叔父と甥であること、詳細な親族関係は不明ながら、白壁王の母・紀橡姫と市原王の母・紀小鹿が同じ紀氏出身であることが背景にあったとする。
天平宝字4年（760年）光明皇后の崩御に際して山作司を務める。天平宝字7年（763年）正月に摂津大夫に任ぜられ、同年4月には恵美押勝暗殺未遂事件に伴って解任された佐伯今毛人の後任として、造東大寺長官に再任されている。しかし早くも、翌天平宝字8年（764年）正月には吉備真備が造東大寺司長官に任ぜられており、以降市原王の動静は伝わらない。この事情に関して、以下の諸説がある。
- 天平宝字7年（763年）中に卒去または引退。
- 天平宝字7年12月（764年2月）造東大寺司判官・葛井根道らが酒席での会話が忌諱すべき内容に触れたとして流罪となった事件[9]に際して、上官として連座した。
- 邸宅があった平城京の左京四条二坊には藤原仲麻呂の田村第があったことから、天平宝字8年（764年）に発生した藤原仲麻呂の乱にて、仲麻呂派に属して失脚した[10]。

光仁天皇の娘婿であるにもかかわらず極位が正五位下に止まっているため、宝亀元年（770年）の義父の即位と妻への内親王宣下以前に死去した可能性が高い。

## 人物
『万葉集』には8首が採録されている。
大伴家持とは私的な宴で、天平16年（744年）・天平宝字2年（758年）の二度にわたり同席しており、交際があったとみられる。

## 官歴
注釈のないものは『続日本紀』による。
- 天平11年（739年） 7月：写経司舎人知[15]
- 天平15年（743年） 5月5日：従五位下
- 天平感宝元年（749年） 4月14日：従五位上。閏5月11日：見玄蕃頭[16]
- 天平勝宝2年（750年） 12月9日：正五位下
- 天平勝宝8歳（756年） 6月9日：見治部大輔[17]
- 天平宝字4年（760年） 6月7日：山作司（光明皇太后崩御）
- 天平宝字7年（763年） 1月9日：摂津大夫。4月14日：造東大寺長官。5月：御執経所長官[18]

## 系譜
- 父：安貴王
- 母：紀小鹿
- 妻：能登内親王（光仁天皇皇女）
  - 男子：春原五百枝（760-830）
  - 女子：五百井女王（?-817）